# Albert von Vechelde

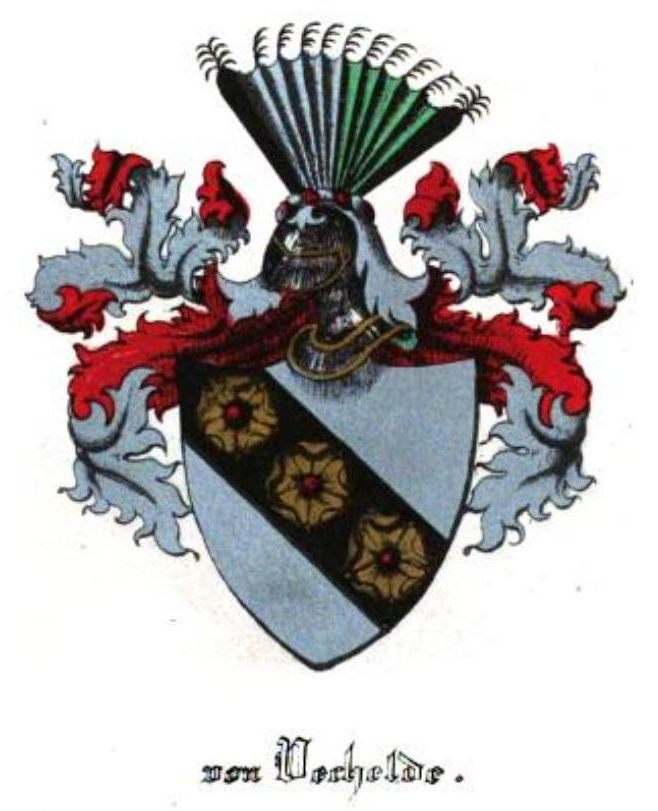
Wappen derer von Vechelde (nach Grote 1852)

Albert von Vechelde, auch Albrecht von Vechelde (* 1427 in Braunschweig; † 21. Januar 1505 ebenda), war ein deutscher Großhändler für Flachs und Hopfen und Großer Bürgermeister des Weichbildes Altstadt von Braunschweig.

## Leben und Wirken als Bürgermeister
Von Vechelde wurde als Sohn von Hermann von Vechelde und dessen Ehefrau Adelheid (geborene von Gustidde) geboren. Er begann im Jahr 1443 ein Studium der Rechtswissenschaften an der Universität Erfurt. Im Jahr 1453 heiratete er Mette von Broitzem, die Tochter des Bürgermeisters Jakob von Broitzem, die zuvor mit Borchert von Huddesen verheiratet war. Er wird 1473 als Albrecht von Vechelde im Zusammenhang mit dem Verkauf von 28 Zentnern Hopfen an seine Mitbürger Hermann Tiele und Fricke Twedorp erwähnt.
Von Vechelde war von 1458 bis 1501 Mitglied im Rat der Braunschweiger Altstadt. In seiner Funktion als Bürgermeister, die er von 1479 bis 1502 innehatte, nahm er an einer Verhandlung im Zuge eines Konfliktes über die Huldigung und Privilegienbestätigung mit Herzog Heinrich dem Älteren teil. Mit ihm waren Ludger Hornburg, Henning Kalm und Heinrich von Lafferde als Bürgermeister von Braunschweig sowie Heinrich Wunstorp als Syndikus bei dieser Verhandlung zugegen.

## Hintergrund
Nachdem Herzog Wilhelm der Jüngere am 22. Juni oder 6. Juli des Jahres 1491 zugunsten seiner Söhne abgedankt hatte, musste Heinrich als neuer Fürst die reichen Privilegien der Stadt bestätigen, bevor diese ihm gegenüber die Huldigung zu leisten hatten. Heinrich bestand jedoch darauf, dass ihm die Stadtväter mit sofortiger Wirkung bedingungslos huldigten, ohne selbst ihre Privilegien anzuerkennen. Die Verhandlung in dieser Angelegenheit fand im Holze vor Vechelde statt. Herzog Heinrich nahm persönlich daran teil und als Vertreter der Stadt waren die vier Großen Bürgermeister der Altstadt und des Hagens zugegen. Da es zu keiner Einigung kam, erbat sich der Herzog Bedenkzeit, da er zunächst den Rat seiner Stände einholen wollte. Herzog Heinrich versuchte, in der Bürgerschaft Zwietracht zu säen, indem er an den fünf Rathäusern der Stadt Anschläge mit der Aufforderung zur Huldigung durch die einzelnen Lehnsträger anbrachte, wobei er ihnen mit dem Verlust ihrer Lehnsgüter drohte. Da auch die weiteren Verhandlungen nicht zu einer Einigung führten und die Bürgerschaft sich uneingeschränkt hinter den Rat der Stadt stellte, kam es letztlich zur Ablehnung der Bestätigung der städtischen Privilegien durch Heinrich und somit zum Krieg zwischen der Stadt Braunschweig und dem Herzog. Hierbei wurde die Stadt durch das benachbarte Hildesheim unterstützt. Es kam anschließend ab dem 10. August 1492 zu einer Belagerung der Stadt durch die Truppen des Herzogs, die auch als „die Große Stadtfehde“ (1491–1494) bezeichnet wurde.